# Крыжановский, Владимир Ильич
Владимир Ильич Крыжановский (1881—1947) — минералог, специалист по самоцветам и драгоценным камням, заведующий минералогическим музеем АН СССР (с 1930).

## Биография
Родился 25 июня (7 июля) 1881 года в городе Санкт-Петербург, в семье горного инженера Ильи Николаевича.
В 1904 году окончил естественное отделение Казанского университета.
C 1907 года начал работать в минералогическом отделе Геологического музея имени Петра Великого Императорской Санкт-Петербургской академии наук (Санкт-Петербург), на должности младшего учёного хранителя, заменив погибшего минералога В. И. Воробьёва.
Изучал минералы Ильменских гор (1905, 1911—1916, 1929, 1935), Урала, центрального Казахстана (1920), Хибин (1921—1923) и других регионов.
По его инициативе этот отдел был реорганизован в Минералогический музей РАН (Минералогический музей имени Петра Великого АН СССР).
В 1932 году он стал заведующим Минералогического музея.
Читал лекции в МГУ и Московской горной академии.
Скончался 7 марта 1947 года в Москве.

## Семья
Отец: Крыжановский, Илья Николаевич — минералог, уральский горный инженер, директор Екатеринбургской и Петергофской гранильных фабрик, член Комиссии по изучению естественных производительных сил России (КЕПС) при Академии наук СССР.
Младший брат: Крыжановский, Леонид Ильич — минералог.

## Награды и премии
- Золотая медаль Российского минералогического общества за работы в Хибинах.

## Память
В его честь назван минерал крыжановскит
В честь В. И. Крыжановского названа гора Крыжановского (Курильские острова, остров Онекотан).